# Gammarus inberbus
Gammarus inberbus is een vlokreeftensoort uit de familie van de Gammaridae. De wetenschappelijke naam van de soort is voor het eerst geldig gepubliceerd in 1977 door Karaman & Pinkster.
De 19 mm (mannetjes) grote gammaride komt voor in het Issyk Koelmeer in Kirgizië. Karaman en Pinkster wijzen in hun beschrijving van deze soort op de grote gelijkenis met G. ocellatus. Zij sluiten niet uit dat beide soorten synoniemen zijn.